# Viburnum jucundum
Viburnum jucundum är en desmeknoppsväxtart som beskrevs av Julius Sterling Morton. Viburnum jucundum ingår i släktet olvonsläktet, och familjen desmeknoppsväxter. Utöver nominatformen finns också underarten V. j. detractum.